# Октагон (фільм)
Октагон (англ. The Octagon) — американський бойовик режисера Еріка Карсона.

## Сюжет
Заможна жінка на ім'я Джастін має намір помститися терористам за смерть батька. З цією метою вона знаходить найкращого у США бійця. Але Скотта Джеймса, колишнього чемпіона з карате, нелегко вмовити. Адже він має власні причини — бандитів ніндзя очолює його побратим Сейкура, якого Скотт добре знає ще змалку. Колись він пообіцяв їхньому вчителю-батькові ніколи не переслідувати і не шукати Сейкуру.

## У ролях
- Чак Норріс — Скотт Джеймс
- Карен Карлсон — Джастін
- Лі Ван Кліф — МакКерн
- Арт Хіндл — Ей Джей
- Керол Багдасарян — Ора
- Тадасі Йамашіта — Сеікура
- Кім Ленкфорд — Ненсі
- Ларрі Д. Манн — Тайбор
- Курт Грейсон — Догго
- Річард Нортон — Кіо — Довгоногий
- Юкі Шимода — Katsumo — помічник Сеікури
- Редмонд Глісон — Даффі
- Алан Шапюі — П'єр
- Брайан Ліббі — Дедвайлер
- Кен Гіббел — Міт
- Чеєн Рівера — Грек
- Тед Дункан — водій вантажівки
- Алан Маркус — водій вантажівки
- Джералд Окамура — ніндзя інструктор
- Джо МакДоннел — Емі Лі
- Джек Картер — Шаркі
- Ерні Хадсон — Куайнін
- Роберт Б. Лорінг — Йоганн
- Фентон Джонс — Square Dance Caller
- Крейн Джексон — детектив
- Кларк Гордон — п'яний
- Бен Фрідман — газетяр
- Шеннон Скотт Девід — офіціантка
- Елізабет Кардер — співробітник ресепшн
- Кітті Бо — ведуча
- Аарон Норріс — Hatband
- Джон Баррет — вбивця Джастін
- Білл Бо — помічник
- Енріке Лусеро — однорукий
- Ерік Ф. Валдез — таксист
- Джаспер А. Геньян — таксист
- Карлос Романо — пілот
- Маріо Валдез — швейцар
- Джон Фудзіока — Ісава
- Майк Норріс — Скотт 18 років
- Брайан Точі — Сеікура 18 років
- Кевін Брандо — Скотт 8 років
- Деррін Лі — Сеікура 8 років
- Джон Шилдс — 1-й лейтенант
- Тед Гір — 2-й лейтенант
- Хевн Ерл Хейлі — дипломат
- Бенжамін Дж. Перрі — вбивця
- Дженетт Джильяно — вбивця
- Дон Пайк — Chauffer
- Дженелл Твомі — няня
- Дж. Росс Імлер — французький поліцейський
- Трейсі Волтер — містер Беді, (в титрах не вказаний)